# 蕃薯寮撫墾局
蕃薯寮撫墾局為台灣撫墾局轄下的地方分支單位，成立於1886年的台灣清治時期末，為枋寮及屏東與台東交界地區山地行政的權責機關。轄下設隘寮分局與枋寮分局，而局裡設委員、通事、醫生、教讀、剃頭匠等人員。